# 馬場はるみ
馬場 はるみ（ばば はるみ、1952年3月22日 - ）は、日本の元女性声優、元ナレーター。夫は同じく声優の塩沢兼人。

## 概要
東京アナウンスアカデミー卒業。
同人舎プロダクションに所属していた。
特技は能楽。

## 出演

### テレビアニメ
1977年
- ジェッターマルス（ガイド）
- 超合体魔術ロボ ギンガイザー（子供B、先生、少女）

1978年
- 野球狂の詩（子供(B)）

1979年
- 銀河鉄道999（正雪の妻）
- ベルサイユのばら

1980年
- 無敵ロボ トライダーG7（鈴木三重子）

### 吹き替え

#### 洋画
- 悪魔の性/全裸美女惨殺の謎（女(2)、女(3)、ヌードモデル、交換手）※東京12チャンネル版
- エクスタミネーター（キャンディ：シンディ・ウィリアムズ）※フジテレビ『ゴールデン洋画劇場』版（1980年）
- グリース（マーティ）※日本テレビ版
- クレオパトラ ※日本テレビ版
- 死の狩人モニカ ※フジテレビ『火曜映画劇場』版（1977年）
- スティング ※日本テレビ版
- ストリートファイター（1975年）
- 戦うパンチョ・ビラ
- パニック・イン・スタジアム ※日本テレビ版（DVD収録）
- パララックス・ビュー
- 夜の訪問者 ※日本テレビ版（DVDに収録）

#### 海外ドラマ
- 刑事コジャック 第4シーズン
- 白バイ野郎ジョン&パンチ
- 地上最強の美女バイオニック・ジェミー 第3シーズン

#### 海外アニメ
- スピードローラー猛レース